# Valentín Bondarenko

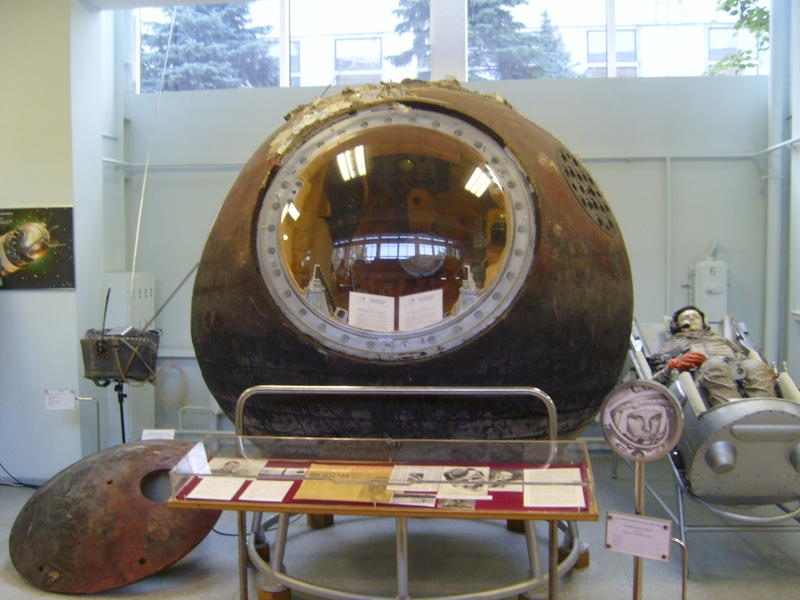
Cápsula habitable de la nave Vostok 1, usada por Yuri Gagarin en su primer y único vuelo orbital. El accidente que acabó con la vida de Valentín Bondarenko se produjo durante un entrenamiento para un futuro vuelo en una nave del mismo modelo.

Valentín Vasíliyevich Bondarenko (en ucraniano: Валентин Васильович Бондаренко, en ruso: Валентин Васильевич Бондаренко, 16 de febrero de 1937 - 23 de marzo de 1961) fue un cosmonauta y piloto de combate soviético. Murió durante un accidente de entrenamiento en Moscú, en 1961. Bondarenko es considerado la primera víctima mortal de la carrera espacial.

## Educación y entrenamiento militar
Bondarenko nació en Járkov, en la Ucrania soviética. Su padre era un peletero que luchó en el Frente del Este en los primeros días de la Segunda Guerra Mundial. El joven y su madre pasaron años de privaciones durante la guerra.
Desde muy temprana edad, Bondarenko se sentía fascinado por los héroes de la aviación y soñaba con ser aviador militar. Mientras todavía estaba en la Escuela Superior de Járkov de la Fuerza Aérea, fue miembro del club de aviación local.
Después de su graduación en 1954, fue admitido en la Academia Militar de Aviación Voroshilov y un año más tarde fue trasladado a un colegio de la fuerza aérea en Grozny, la Escuela Militar de Aviación de Armavir, donde se graduó en 1957, el año de lanzamiento del Sputnik.
Ascendido a alférez, Bondarenko sirvió en las Fuerzas Aéreas Soviéticas en PribVO (el distrito militar del Báltico), y el 28 de abril de 1960 fue elegido para ser parte del primer grupo de veintinueve cosmonautas. Comenzó a entrenar el 31 de mayo para un lanzamiento previsto en la nave Vostok 1 (a bordo de la cual Yuri Gagarin realizó el primer vuelo espacial tripulado un año después).

## Muerte

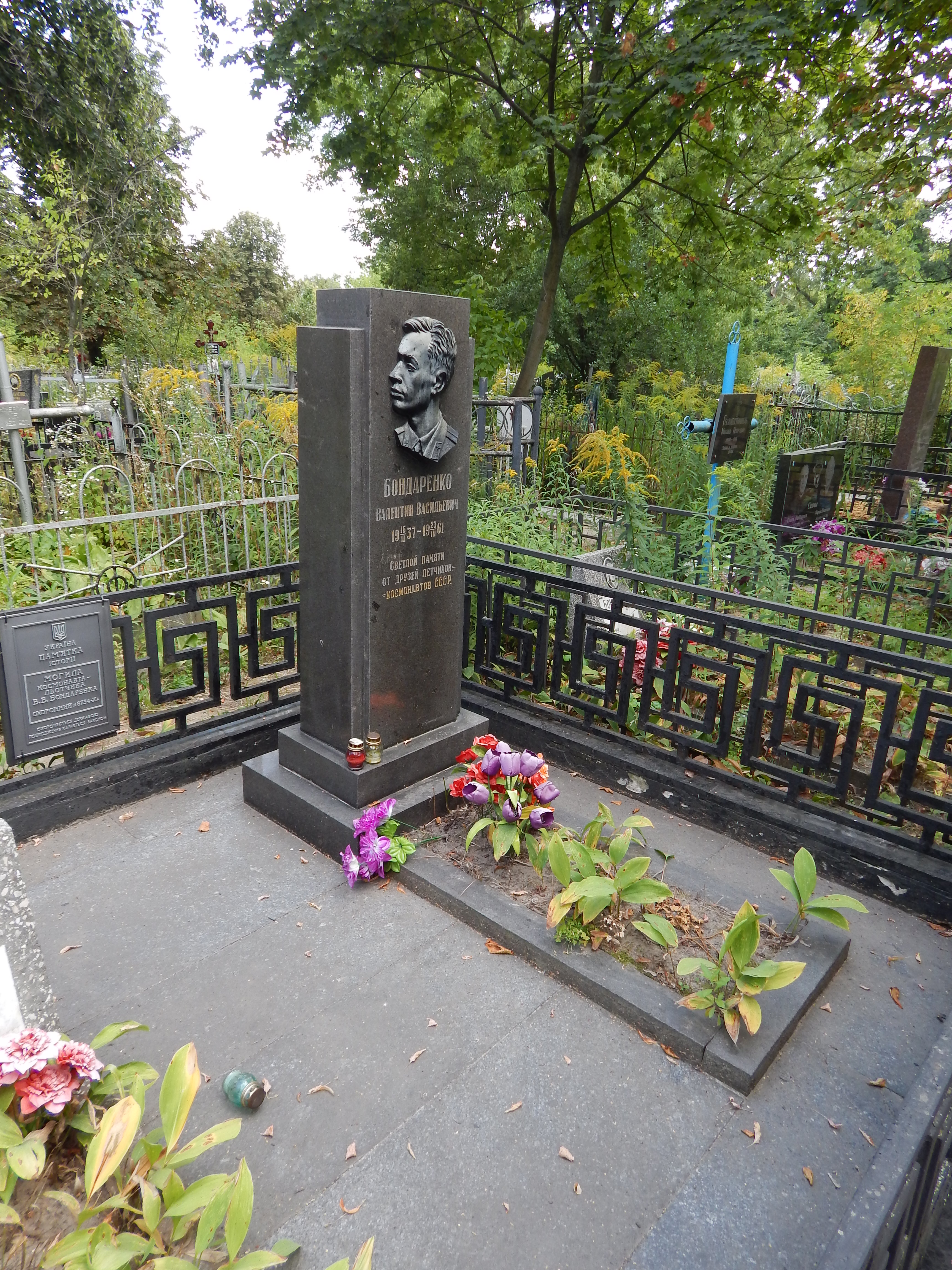
Tumba de Valentín Bondarenko

El 23 de marzo de 1961 era el décimo día de un experimento de resistencia de quince días en una cámara de presión de baja altitud en el Instituto de Estudios Biomédicos en Moscú. La atmósfera de la cámara era al menos el 50% de oxígeno puro. Bondarenko, después de haber completado el trabajo del día, se quitó algunos biosensores de control de su cuerpo, lavando su piel con un algodón empapado en alcohol, que tiró descuidadamente. La bola de algodón cayó sobre una placa eléctrica, que estaba caliente por haber sido utilizada para preparar una taza de té. El algodón se prendió y Bondarenko trató de sofocar las llamas con la manga de su mono de lana, que también se incendió en la atmósfera rica en oxígeno de la cámara.
Debido a la diferencia de presión, el doctor que estaba vigilando el experimento tardó casi media hora en poder abrir la puerta de la cámara. La ropa de Bondarenko se había quemado casi hasta que todo el oxígeno de la cámara se había agotado. Sufría quemaduras de tercer grado en la mayor parte de su cuerpo. El médico que le atendió en el Hospital Botkina, el cirujano y traumatólogo Vladimir Golyakhovsky, recordó en 1984 que al intentar iniciar un goteo intravenoso únicamente pudo introducirlo a través de las plantas de los pies del cosmonauta, que habían sido protegidas de las llamas por sus botas. De acuerdo con Golyakhovsky, el cosmonauta Yuri Gagarin pasó varias horas en el hospital vigilando a Bondarenko, que murió por el shock dieciséis horas después del accidente, a menos de tres semanas antes del primer vuelo espacial tripulado de la historia. El director del programa de vuelos orbitales tripulados, Nikolai Kamanin, culpó de la muerte a la mala organización del Instituto y el pobre control del experimento.
Bondarenko fue enterrado en Járkov, donde vivían sus padres. El 17 de junio de 1961, el Presídium del Sóviet Supremo de la URSS le concedió a título póstumo la Orden de la Estrella Roja. La esposa de Bondarenko trabajó tras su muerte durante unos años en el centro de cosmonautas en un trabajo no revelado. Su único hijo, Aleksandr, tenía cinco años cuando su padre murió; más tarde se convertiría a su vez en oficial de la fuerza aérea.

## Secuelas
Las noticias sobre el accidente y muerte de Bondarenko no fueron publicadas en su momento. Bondarenko ya había aparecido en películas y fotos de grupo de los cosmonautas soviéticos, y su inexplicada desaparición desató los rumores sobre muertes en eventuales lanzamientos fallidos. En 1980, los detalles del accidente fueron finalmente publicados en Occidente, y en 1986, el periódico Izvestia publicó un artículo del científico y escritor Yaroslav Golovanov, detallando el incidente.
James Oberg, en su libro Red Star in Orbit, describió cómo el gobierno soviético había borrado con aerógrafo la imagen del cosmonauta de una foto de 1961 del primer grupo de seis cosmonautas seleccionados para el entrenamiento, mientras que el investigador británico Rex Hall mostró que cinco personas habían sido borradas de una foto de grupo anterior que originalmente incluía a dieciséis cosmonautas. Posteriormente se hicieron más retoques en dicha foto, llegando a incorporar detalles imaginados y no existentes para sustituir a los miembros originales del grupo. 
La muerte de Bondarenko fue causada por un incendio en un ambiente cerrado con más del 50% de oxígeno, hecho que también afectó a la fallecida tripulación del Apolo 1 norteamericano en 1967. Se ha sugerido especulativamente que, si los soviéticos hubieran informado adecuadamente de la tragedia de Bondarenko, la NASA podría haber sido alertada de la peligrosidad de diseño del módulo de comando de los primeros Apolo, y haber hecho los cambios que hubieran impedido unos años después la muerte de Gus Grissom, Ed White y Roger Chaffee. En todo caso, para 1966 los peligros letales de un ambiente de alta presión con un 100% de oxígeno, como el del Apolo 1, habían sido descritos en publicaciones científicas americanas.

## Reconocimientos
- El cráter Bondarenko situado en la cara oculta de la Luna lleva su nombre.[2]